# Gamekeeper

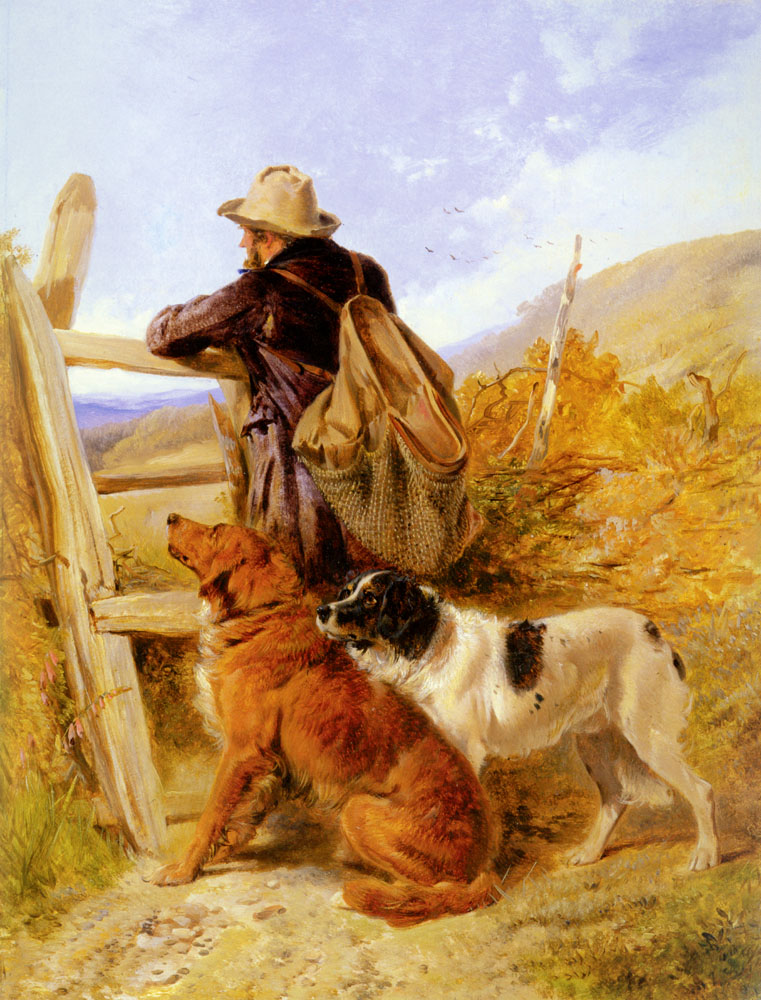
Gamekeeper - Richard Ansdell (1815 - 1885)

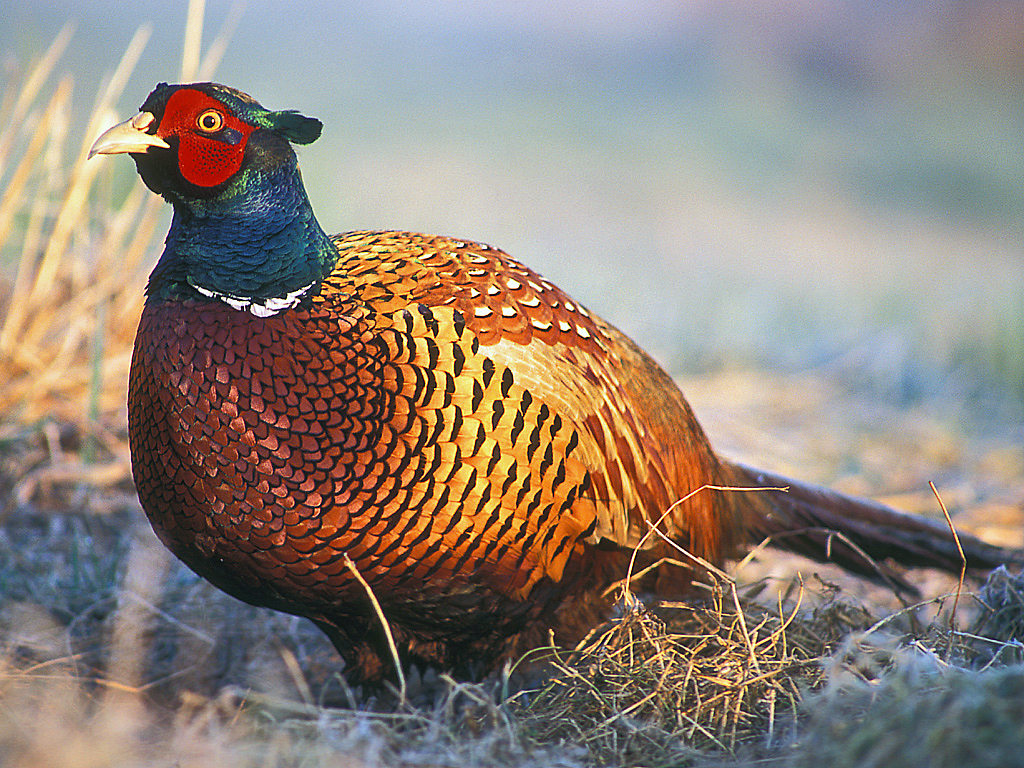
Bažant obecný je pro mnoho lovců nejdůležitějším lovným ptákem

Gamekeeper (z anglického překladu chovatel lovné zvěře nebo zkráceně chovatel) je osoba, která se stará o území na venkově, aby bylo dost zvěře pro lov nebo ryb pro rybaření. Gamekeeper se aktivně stará o lesní krajinu, vřesoviště, vodní cesty nebo zemědělskou půdu ve prospěch lovného ptactva, vysoké zvěře, ryb a celkově pečuje o divočinu.
Typicky je chovatelem osoba, pověřená a placená vlastníkem půdy a častěji ve Spojeném království vlastníkem nemovitosti. Je užitečný v prevenci před pytláky, k chovu a vypouštění lovného ptactva, jakými je bažant a bělokur skotský, dále ke snižování škodné, v tomto případě lišky, v zařizování útočiště pro lovnou zvěř a k monitorování zdravotního stavu lovné zvěře.

## Spojené království
V současnosti je ve Spojeném království na plný úvazek zaměstnáno 5.000 osob, ve srovnání s více než 10.000 osobami na začátku 20. století. Kromě toho existuje mnoho osob, které se ve svém volném čase za své prostředky starají o chov zvěře a údržbu stanovišť a biotopů. Je zde několik druhů chovu a péče o zvěř:
- Chovatelé v nížinách: chov bažantů a Alectoris rufa a ochrana jejich nížinných habitatů.
- Chovatelé na mokřinách: údražba mokřadů a vřesovišť pro bělokura skotského ve vyšších oblastech.
- Stopaři: chovatelé, kteří se specializují na lov srn, převážně ve skotské vysočině.
- Gillie/chovatelé na řekách: chovatelé, starající se o řeky jako Spey River se pstruhem a atlantským lososem.

Společnost League Against Cruel Sports (Liga proti krutým sportům) spočítala, že každý den je ve Spojeném království zabito v loveckých revírech okolo 12.300 savců a ptáků a je zřejmé, že lovci hrají klíčovou roli v destrukci života v divočině. Na druhé straně lovecká lobby říká, že lovci jsou vitálním nástrojem ochrany přírody na venkově. Národní lovecká asociace (NGO) tvrdí, že o přírodu britského venkova se stará devětkrát víc lovců, než je lidí, starající se o přírodní rezervace a národní parky.
Královská společnost pro ochranu ptactva kritizuje trávení dravých ptáků v některých loveckých revírech. Jedná se pravděpodobně o nejkontroverznější téma týkající se lovu zvěře. Ačkoliv se dnes jedná o mnohem vzácnější jev, vzhledem k lepším znalostem ekologie dravých ptáků jsou tyto případy tvrdě odsuzovány loveckou komunitou.

### Skotská lovecká asociace

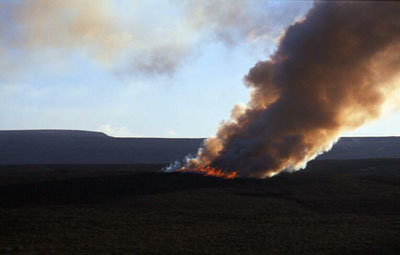
Řízené vypalování porostů na vřesovišti, jedna z povinností gamekeeperů (lovců) ve venkovských oblastech.

V roce 1997, po mnoha měsících kritiky lovu zvěře v médiích, byl Skotskou loveckou asociací (SGA) vytvořen soubor opatření, který podpořil práci lovců a další výcvik na úrovni práva. Výsledkem byly pokyny na poli péče o zvěř.

## Výcvik
Některé střední školy ve Spojeném království nabízí kurzy myslivosti až po dosažení diplomu. Jedna z těchto škol je Northern School of Game and Wildlife v Newton Rigg v Cumbrii.

## Ve fikci
- Alec Scudder v románu Maurice, autor E. M. Forster
- Mellors v románu Lady Chatterley's Lover, autor D. H. Lawrence
- Rubeus Hagrid, Harry Potter série
- Tom Redruth v díle Tajuplný ostrov, autor Robert Louis Stevenson
- Phillip White v díle Lark Rise to Candleford
- Několik postav z minulosti a ze současnosti na BBC Radio 4 například mýdlová opera od Andrew Gach The Archers
- Joseph v Hautot and His Son, autor Guy de Maupassant
- William Crowder v díle Záhada Boscombského údolí, autor Arthur Conan Doyle